# Lethe pallida
Lethe pallida är en fjärilsart som beskrevs av Robert Christopher Tytler 1939. Lethe pallida ingår i släktet Lethe och familjen praktfjärilar. Inga underarter finns listade i Catalogue of Life.